# مارينا رودريغيز
مارينا رودريغيز هي رباعة كوبية، ولدت في 2 مارس 1995.

## وصلات خارجية
- مارينا رودريغيز على موقع أوليمبيديا (الإنجليزية)